# رصدخانه ویز
رصدخانه ویز (انگلیسی: Wise Observatory) با نام کامل رصدخانه فلورانس و جورج وایز (کد IAU 097) یک رصدخانه نجومی متعلق به دانشگاه تل‌آویو است که توسط آن دانشگاه اداره می‌شود.